# Heterorrhina chantrainei
Heterorrhina chantrainei är en skalbaggsart som beskrevs av Devecis 2008. Heterorrhina chantrainei ingår i släktet Heterorrhina och familjen Cetoniidae. Utöver nominatformen finns också underarten H. c. legrandi.